# 中国人民解放军海军航空兵学院第二飞行训练基地
中国人民解放军海军航空兵学院第二飞行训练基地，位于山西省长治市，隶属中国人民解放军海军航空兵学院。

## 沿革
1969年，中国人民解放军海军飞行学院第二训练团入驻山西长治。2013年，依照中央军委命令，第二训练团并入新组建的中国人民解放军海军航空兵学院第二飞行训练基地。中国人民解放军海军航空兵学院第二飞行训练基地是中国人民解放军海军在华北地区最大的训练基地。2013年8月1日，第二飞行训练基地正式召开组建大会。该训练基地为正师级建制。
2017年，在深化国防和军队改革中，该飞行训练基地随海军航空兵学院并入中国人民解放军海军航空大学，并更名。